# Савино (Усвятський район)
Савино (рос. Савино) — присілок в Усвятському районі Псковської області Російської Федерації.
Населення становить 42 особи. Входить до складу муніципального утворення Церковищенська волость.

## Історія
Від 2015 року входить до складу муніципального утворення Церковищенська волость.

## Населення
| 2001 | 2002 | 2010 |
| ---- | ---- | ---- |
| 70   | ↘63  | ↘42  |